# Macrotyphula
Macrotyphula là một chi nấm thuộc bộ Agaricales. Chi này gồm bảy loài, phân bố rộng rãi, trong đó loài được mô tả gần đây nhất là M. cordispora ở Tây Ban Nha (2012). Chi này được nhà nấm học Ronald H. Petersen người Mỹ mô tả năm 1972, với M. fistulosa là loài điển hình.